# Helena Krzemieniewska

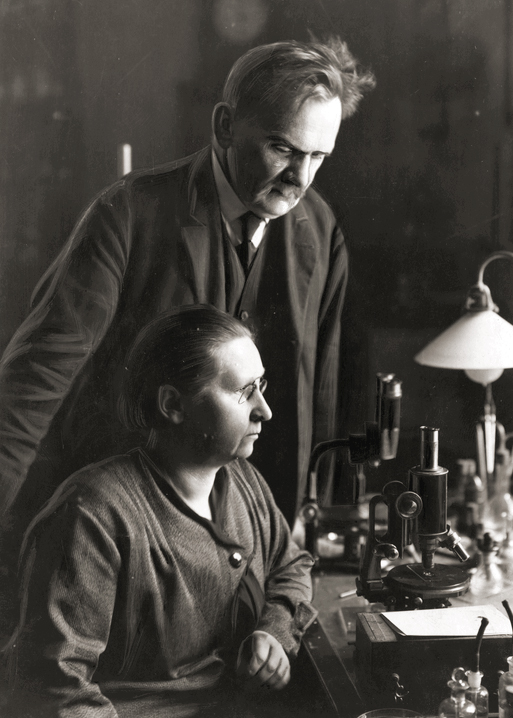
Helena Krzemieniewski mit ihrem Mann Seweryn Krzemieniewski, 1930

 Helena Józefa Krzemieniewska (* 13. März 1878 in Lachowo, Kongresspolen; † 28. Mai 1966 in Breslau, Polen) war eine polnische Botanikerin,  Mikrobiologin und Hochschullehrerin. Sie gründete 1946 die Abteilung für Pflanzenphysiologie an der Universität Breslau und leitete diese als Professorin bis 1955.

## Leben und Werk
Krzemieniewska war die Tochter des Gutsbesitzers Ludwik Choynowski und Zofia Ciemieniewska. Sie absolvierte 1894 die Frauenschule in Warschau und ging nach Krakau, wo sie 1896 an der Fakultät für Lebenswissenschaften in Höheren Wissenschaftlichen Kursen für Frauen ihren Abschluss machte. Anschließend studierte sie als eine der ersten Frauen an der Jagiellonen-Universität in Krakau. Sie studierte dort ab 1896 Mathematik und von 1898 bis 1900 Botanik bei dem Botaniker Władysław Szafer und dem Embryologen Emil Godlewski. Nachdem sie 1899 den Botaniker und Pflanzenmikrobiologen Seweryn  Krzemieniewski geheiratet hatte, arbeitete sie wissenschaftlich mit diesem zusammen und erweiterte ihre Kenntnisse an den Universitäten in Delft und Leipzig.
Während des Ersten Weltkriegs arbeitete sie als Krankenschwester in einem Militärkrankenhaus und beteiligte sich anschließend an den Impfkampagnen gegen Typhus und Pocken. Von 1920 bis 1924 war sie stellvertretende Professorin für Botanik an der Fakultät für Forstwirtschaft des Polytechnikums Lwów (heute Nationale Polytechnische Universität Lwiw). Während dieser Zeit forschte sie gemeinsam mit ihrem Mann zur Morphologie und Physiologie von Myxobacteria und Schleimpilzen. Sie entdeckten und beschrieben viele neue Arten. Zusammen mit ihrem Ehemann war sie eine Pionierin und Gründerin der Bodenmikrobiologie in Polen.
Von 1941 bis 1944 arbeitete sie am Institut für Fleckfieber und Virusforschung von Rudolf Weigl an der Universität im nun deutsch besetzten Lemberg (heute Nationale Iwan-Franko-Universität Lwiw). 1944 zog sie nach Warschau, wo sie am Warschauer Aufstand teilnahm.  Sie zog dann mit ihrem Mann nach Krakau, wo dieser im April 1945 verstarb. Nach dem Krieg promovierte sie 1945 bei Władysław Szafer an der Jagiellonen-Universität und arbeitete ab Juni 1945 als Oberassistentin am Botanischen Garten der Jagiellonen-Universität. 1946 wurde sie als ordentliche Professorin als Leiterin des Lehrstuhls für Pflanzenphysiologie an der Universität Breslau berufen und leitete diese Abteilung bis zu ihrer Pensionierung 1955. Sie lehrte Mikrobiologie an der Universität Breslau und Botanik an der Universität für Landwirtschaft in Breslau. Anschließend arbeitete sie als Professorin bis 1960 an der Abteilung für Botanik der Polnischen Akademie der Wissenschaften in Breslau.
Sie war aktives Mitglied zahlreicher wissenschaftlicher Gesellschaften, u. a. der Polnischen Botanischen Gesellschaft und der Polnischen Mikrobiologischen Gesellschaft.
Sie war Autorin von rund 50 wissenschaftlichen Arbeiten zur Bodenbakteriologie sowie zur Biologie und Systematik von Mykobakterien, spezifischen Bakterien und Bodenpilzen. Ihr botanisches Autorenkürzel lautet Krzemien, so bei Rhopalomyces coronatus Krzemien. & Badura.

## Veröffentlichungen (Auswahl)
- Miksobakterje Polski. Polskie Towarzystwo Botaniczne, 1926.
- Le cycle évolutif de Spirochaeta Cytophaga Hutchinson et Clayton. wWdawca nieznany, 1930.
- Spirochaeta cytophaga Hutch i Clayt oraz Cytophaga Hutchinsoni Winogradsky. Czcionkami Drukarni Uniwersytetu Poznańskiego, 1933.
- mit Seweryn Krzemieniewski: Z mikroflory gleby w Polsce. Polskie Towarzystwo Botaniczne, 1927, S. 1–144.
- Śluzowce: klucz do oznaczania najpospolitszych rodzajów i opisy niektórych ich gatunków. Państwowe Zakłady Wydawnictw Szkolnych, 1947, S. 1–31.
- Spis śluzowców zebranych w latach 1955–1956. Acta Societatis Botanicorum Poloniae 26 (4), S. 785–811, 1957.

## Auszeichnungen
- 1930: Wissenschaftlicher Preis der Stadt Lemberg, zusammen mit ihrem Ehemann
- 1939: Goldenes Verdienstkreuz[5]
- 1953: Staatspreis 3. Grades
- 1955: Offizierskreuz des Ordens Polonia Restituta[6][7]